# 诺村
诺村（法語：Nods，法語發音：[no]）是瑞士伯恩州的一个市镇，位於該國中西部，面積26.63平方公里，海拔高度885米，2011年人口734，六成半人口信奉羅馬天主教，人口密度每平方公里28人。